# Bitva o Komsomolskoje
Bitva o Komsomolskoje se odehrála v březnu 2000 mezi ruskými federálními silami a čečenskými separatisty v čečenské vesnici Komsomolskoje.

## Chronologie
- 7. březen — Rusové podle ministra obrany Igora Sergejeva obklíčili tisíc rebelů u vesnice Komsomolskoje.[2]
- 15./16. březen — Několik desítek čečenských bojovníků v noci zaútočilo na ruské pozice.[3] Rusové proto přerušili operaci „vyčišťování“ obce od vzbouřenců a na část vesnice spustili intenzivní dělostřeleckou palbu.[3]
- 24. březen 2000 - Ruský ministr obrany Igor Sergejev oznámil, že vesnice byla „vyčištěna“.